# Indrapura (Muara Sugihan)
Indrapura is een bestuurslaag in het regentschap Banyuasin van de provincie Zuid-Sumatra, Indonesië. Indrapura telt 2162 inwoners (volkstelling 2010).